# 2017年2月

## 2月1日
- 伊朗国防及三军后勤部部长侯赛因·德吉汗（英语：Hossein Dehghan）证实伊朗试射新导弹，表示试验不违反聯合全面行動計畫和联合国安全理事会第2231号决议[1]。
- 欧盟谈判者初步达成关于限制手机运营商（批发）关税的初步协议，自2017年6月15日起消费者在欧盟区域内语音或流量通话不收漫游费[2]。
- 美国参议院確認雷克斯·蒂勒森為美国国务卿的提名後，蒂勒森於同日宣誓就任。[3]
- 授權英國政府啟動脫離歐洲聯盟程序的法案在英國下議院進行二讀表決，以498票支持和114票反對獲得通過。[4]
- 以色列安全部队开始将人们赶出非法的阿莫纳前哨站。以色列最高法院曾于去年命令该地区居民离开该地区。[5]
- 以色列政府宣布，将在大约二十年内第一次在約旦河西岸地區建立一个全新的定居点。根据国际法，這個解决方案是非法的。[5]
- 根据Malegapuru William Makgoba（英语：Malegapuru William Makgoba）发布的一份报告，南非的94名精神病患者在2016年3月至12月之间，由于南非政府想节省经费、企图把患者从专业机构转移到没有医疗许可证的护理中心，因饥饿、脱水和腹泻死亡。[6]

## 2月2日
- 白宫警告，以色列在約旦河西岸地區建立新的定居点或扩大现有定居点，“可能无助于实现（和平）。”[7][8]

## 2月3日
- 美国财政部宣布对伊朗采取新的制裁，以应对伊朗最近的弹道导弹试验。 其中，13人和12个与伊朗有关系的企业受到影响。[9]
- 美国华盛顿西区联邦地区法院下令在美國全國範圍内暂停执行第13769号行政命令，並指令裁决立即生效。[10]
- 联合国人权理事会发布一份报告，报告详述了缅甸国防军和缅甸警察部队对缅甸罗兴亚少数民族的大规模暴行，包括轮奸、大规模屠杀和（可能的）种族清洗，这些行为可能构成危害人类罪。[11][12]
- 一名法国军人在巴黎卢浮宫入口处开枪击伤一名疑似恐怖分子。这名男子当时随身携带一把弯刀，背着两个包。事发时，这名男子据称用阿拉伯语高喊“真主至大”。[13]

## 2月4日
- 第44届安妮奖在洛杉矶罗伊斯音乐厅（英语：Royce Hall）举行頒獎典禮。囊括包括最佳动画片在内的6项大奖，成为当晚赢家[14][15]。
- 美国总统唐纳德·特朗普和乌克兰总统彼得·波罗申科进行了电话交流，讨论如何加强两国的战略伙伴关系，并特别关注与俄罗斯接壤的乌克兰地区的顿巴斯战争。[16]

## 2月5日
- 羅馬尼亞政府正式废除了一项免除一些官员犯罪刑责的紧急政令。該政令规定，腐败金额如果低于20万罗马尼亚列伊，官员可以免除刑责。在此之前，首都布加勒斯特发生了1989年以来规模最大的抗议活动。[17]
- 喀麥隆國家足球隊在2017年非洲国家杯決賽以2比1擊敗埃及，奪得冠軍。[18]

## 2月6日
- 在德克萨斯州休斯顿的NRG體育場举行，新英格兰爱国者以34-28击败亚特兰大猎鹰赢得比赛[19]，Lady Gaga献艺中场表演[20]。
- 以色列通过了一项法律，将在約旦河西岸C区（英语：Area C (West Bank)）被以色列占领的巴勒斯坦领土上的16个定居点“追溯合法化”4000个住房小区。[21][22]

## 2月7日
- 美国参议院批准总统唐纳德·特朗普提名的貝特西·德沃斯出任美国教育部长。參議員表決的結果是50對50平手，由副總統兼參議院議長迈克·彭斯投下打破平衡的一票通過提名，这是美国歷史上第一次在审批内阁人选时需要副总统出面投票。[23]
- 法国前总统尼古拉·萨科齐因在2012年总统大选期间涉嫌战争金融欺诈而受审。[24]
- 位於阿富汗首都喀布尔的阿富汗最高法院發生自殺式炸彈襲擊，造成至少21人喪生。[25]

## 2月8日
- 美国参议院以52票对47票的表决结果确认傑夫·塞申斯为司法部長。[26]
- 授權英國政府啟動脫離歐洲聯盟程序的法案在英國下議院進行三讀表決，以494票支持和122票反對獲得通過。[27]
- 支持中介质量黑洞存在的新而有力的证据被公布了。此次被怀疑的对象在名为杜鹃座47的球状星团内部。[28][29]
- 索马里前總理穆罕默德·阿卜杜拉西·法爾馬約當選索馬里總統。[30]

## 2月9日
- 美国总统唐纳德·特朗普致函中国领导人、中共总书记习近平，表达对共同推动惠及两国的建设性中美关系的愿景及祝贺中国民众春节和元宵节快乐。[31]
- 法国弗拉芒维尔核电站（英语：Flamanville Nuclear Power Plant）爆炸，有人员受伤但没有核辐射威胁。[32][33]
- 美国联邦第九巡回上诉法院駁回美國司法部提出的上訴，三名法官一致判決，維持下級法院先前暫停執行第13769号行政命令的裁决。[34]
- 俄羅斯戰機誤炸在敘利亞阿勒颇省巴卜地區作戰的土耳其軍隊，造成三名土耳其軍人喪生，俄羅斯總統普京致電土耳其總統埃爾多安，對誤炸事件致歉。[35]
- 英文維基百科決定把英國《每日郵報》列為不可靠來源，要求編輯者除特殊情況外避免採用作為來源。[36]

## 2月10日
- 香港发生港鐵縱火案，为2004年以来香港首次鐵路縱火案。[37]
- 法国宪法委员会裁定，對習慣性瀏覽聖戰分子網站的人實施刑罰的法律違憲。[38]

## 2月11日
- 希腊政府试图消除上周发现的第二次世界大战未爆的弹药，超过7万居民撤离希腊塞萨洛尼基。[39]
- 台灣台南市近海發生了芮氏規模5.6的強烈地震，最大震度6級。

## 2月12日
- 2017年土庫曼總統選舉進行投票。[40]
- 德国联邦大会選出弗兰克-瓦尔特·施泰因迈尔為下任德國聯邦總統。[41]

## 2月13日
- 在美国洛杉矶举行，豪夺5项大奖，成为最大赢家[42]。
- 第70届英国电影学院奖在英国伦敦皇家歌剧院颁发，获得包括最佳影片在内的5项大奖，和分获最佳男女主角[43][44]。
- 中華民國台灣晚間國道五號接國道三號（台北市南港區路段）發生遊覽車事故，造成33人死亡、11人重傷。[45]
- 朝鲜“成功”向日本海试射地对地中远程战略弹道导弹[46]。
- 因为北加州奧羅維爾水壩的应急溢洪道即将发生故障，当地政府督促尤巴城和附近地区的十几万居民撤离。据报告，一共有将近18.8万人撤离。[47][48]
- 已故朝鲜劳动党总书记金正日长子，现任领导人金正恩同父异母之长兄金正男于今日在马来西亚吉隆坡国际机场遇害，馬來西亞當局事後在其身上發現有VX神經毒劑殘留。[49]
- 美国财政部指控委內瑞拉副總統塔里克·艾萨米涉嫌販毒，將其列入制裁名單。[50]

## 2月14日
- 在旁遮普省拉合尔市举行的抗议集会遭到恐怖袭击，至少有13人（包括6名警察）被炸死，80人受伤。巴基斯坦塔利班分裂组织自由大会（英语：Jamaat-ul-Ahrar）声称对这件事负责。[51]
- 印度空间研究组织在斯里赫里戈达岛萨迪什·达万航天中心成功用PSLV-C37（英语：PSLV-C37）火箭发射104颗卫星。[52]
- 日本文部科學省公布中小學下期《學習指導要領》修正案，在中小學社會課程中首次明確提出竹島與尖閣諸島是日本“固有領土”；韓國外交部當天召見日本駐韓國大使館公使鈴木秀生，提出抗議[53]。

## 2月15日
- 印度尼西亚7個省、18個市及76個縣舉行地方首長選舉，其中首都雅加达特區正副首長選舉的3組候選人無一得票過半，需要稍後進行第二輪投票。[54]

## 2月16日
- 在巴基斯坦信德省塞赫万地区（英语：Sehwan Sharif）清真寺附近发生一起自杀式炸弹袭击，目前已造成30人死亡超过100人受伤。其中有50位受伤者情况危及。海得拉巴、达杜县和詹姆洛罗（英语：Jamshoro）的医院已经宣布进入医疗紧急状态。[55][56]
- 媒體報道，科學家在美國地質學會刊物上發表文章《Zealandia: Earth’s Hidden Continent》，指面積有490萬平方公里的西兰大陆符合洲的四個特徵，有理由成為「第八大洲」。[57]

## 2月18日
- 匈牙利女導演伊爾蒂蔻·恩伊達以《肉與靈》於第67屆柏林影展獲頒最高榮譽金熊獎。[58]
- 由于技术问题，太空探索科技公司（SpaceX）推迟了预计从佛罗里达州肯尼迪航天中心发射的獵鷹9號運載火箭。先前，猎鹰9号计划补给国际空间站。[59]

## 2月19日
- 伊拉克總理海德尔·阿巴迪宣佈政府軍開始收復摩蘇爾西部城區的軍事行動。[60]
- 2017年厄瓜多爾大選進行投票。[61]
- 索马里首都摩加迪沙的一個市場發生汽車炸彈襲擊，造成至少30人喪生。[62]
- 2017年亞洲冬季運動會在日本札幌開幕。[63]

## 2月20日
- 世界糧食計劃署及其它聯合國機構宣佈，南蘇丹部分地區有10萬人正處於飢荒中，另有100萬人處於飢荒邊緣。聯合國機構前一次宣佈發生飢荒是在2011年，地區是索馬里。[64]
- 繼2月17日有約500名非法入境者成功闖入西班牙在北非的領土休达後，本日再有另外300名非法入境者成功闖入休達。[65]

## 2月21日
- 阿塞拜疆總統伊利哈姆·阿利耶夫簽署法令，任命妻子梅赫里班·阿利耶娃為第一副總統。[66]
- 敘利亞民主力量進攻代尔祖尔省的伊斯兰国控制區，試圖切斷代爾祖爾省與拉卡之間的補給線，以孤立伊斯蘭國在敘利亞的大本營拉卡。[67]

## 2月22日
- 在恒星TRAPPIST-1的适居带中发现7颗类地行星。[68]

## 2月23日
- 英國為兩個下議院議席舉行補選，保守黨在科普蘭取得此前由工黨保持了80年的議席，工黨在另一選區中特倫特河畔斯托克的補選成功保持議席。[69]
- 土耳其支持的叙利亚自由军在和伊斯兰国交战几个月后，占领了巴卜。[70]

## 2月24日
- 敘利亞反對派在巴卜附近的一個指揮中心遭到疑似由伊斯兰国發動的自殺式汽車炸彈襲擊，造成至少60人喪生。[71]
- 《明鏡周刊》報導，德國聯邦情報局自1999年起監聽多個外國媒體機構的記者電話，英國廣播公司、《紐約時報》、路透社全被列入監聽名單。無國界記者組織譴責，聯邦情報局監聽媒體是「針對新聞自由的醜陋攻擊行動」。聯邦情報局拒絕回應[72]。

## 2月25日
- 美國前勞工部長湯姆·佩雷斯當選民主黨全國委員會新一任主席。[73]
- 第37屆金酸莓獎公佈得獎名單。[74]

## 2月26日
- 第89屆奧斯卡金像獎頒獎典禮在美國洛杉矶好莱坞杜比剧院舉行。和凭借分别赢得最佳导演奖和最佳女主角。凭借赢得最佳男主角。凭借电影赢得最佳男配角，则凭借赢得最佳女配角。影片奖方面，伊朗电影和分别贏得最佳外语片和最佳动画片，最佳影片则由夺得[75]。

## 2月27日
- 菲律宾政府发动为期三周的反共产党攻势，共有21名战斗人员死亡[76]。
- 武装组织阿布沙耶夫在菲律宾苏禄省印丹南（英语：Indanan, Sulu）处决德国人质[77]。